# 中井隆夫
中井 隆夫（なかい たかお、1952年4月1日 - ）は、日本の経営者。東洋製罐グループホールディングス社長、会長を務めた。

## 来歴・人物
大阪府出身。1975年に慶應義塾大学法学部を卒業し、同年に東洋製罐に入社した。2005年に取締役に就任し、2013年に副社長を経て、2014年6月に社長に就任。2018年6月に会長に就任。